# Diège (affluent de la Dordogne)
Pour les articles homonymes, voir Diège.
La Diège (ou ruisseau de Villevaleix et ruisseau de Langlade dans sa partie amont) est une rivière française du Massif central, affluent en rive droite de la Dordogne.
Il ne faut pas la confondre avec son homonyme située plus au sud, la Diège, affluent du Lot et sous-affluent de la Garonne.

## Géographie

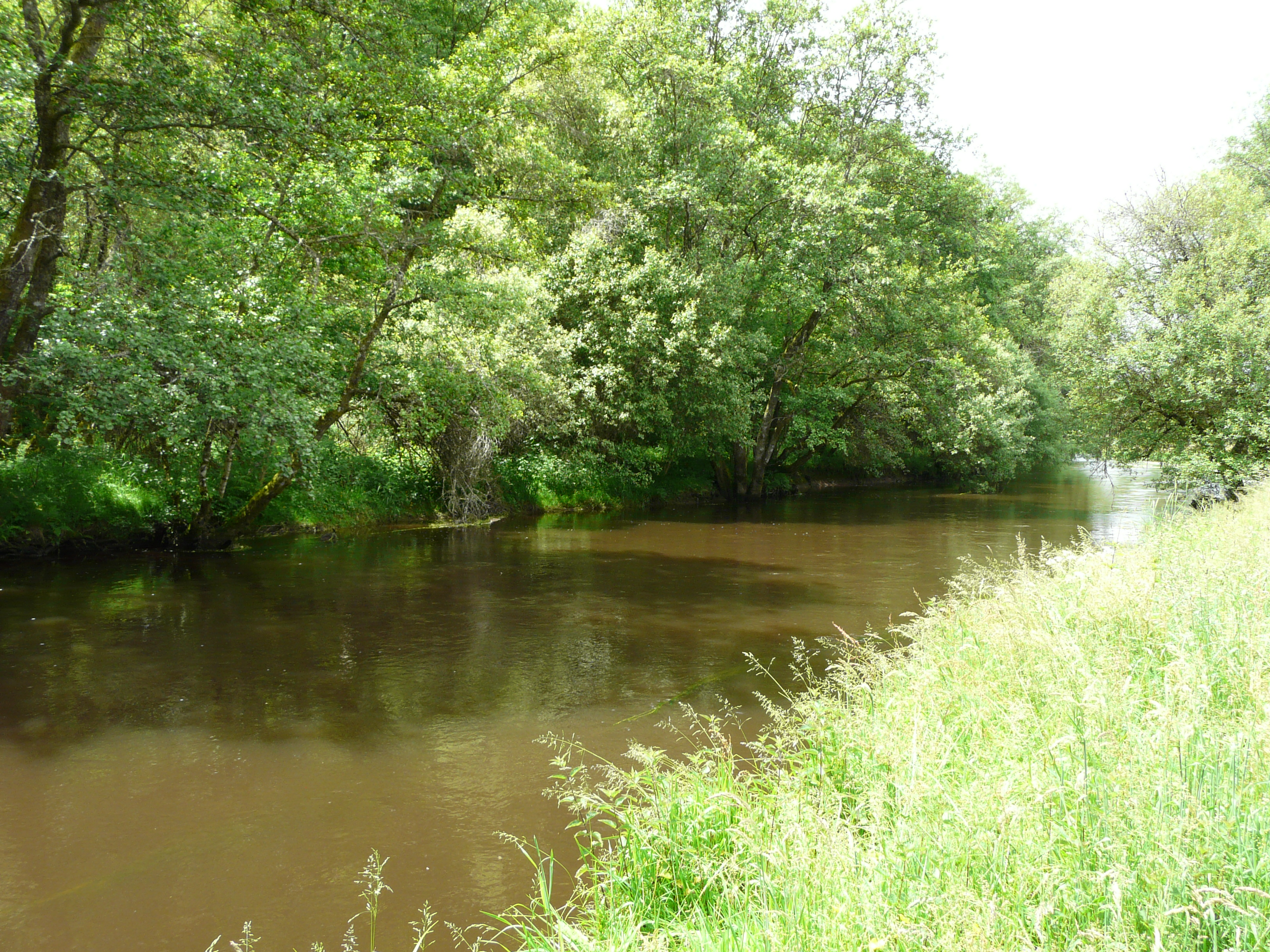
La Diège en contrebas de l'aire de repos autoroutière de la Loutre.

Pour le Sandre, la Diège est une rivière dont la partie amont porte deux autres noms : d'abord le ruisseau de Villevaleix, puis le ruisseau de Langlade.
Au cœur du parc naturel régional de Millevaches en Limousin, le ruisseau de Villevaleix prend sa source vers 800 m d’altitude en Nouvelle-Aquitaine dans le département de la Corrèze, sur la commune de Saint-Setiers, au nord du lieu-dit Villemonteix, à, quelques dizaines de mètres du département de la Creuse. D'abord retenu dans deux étangs, il passe sous la route départementale (RD) 174E1 et prend le nom de ruisseau de Langlade. Après avoir reçu sur sa gauche le ruisseau de Ganeyma, le cours d'eau prend le nom de Diège, passant sous la RD 174. La Diège est ensuite franchie par la RD 21, à l'ouest du village de Sornac, puis par la RD 172, se séparant en deux bras sur un kilomètre environ. Elle reçoit le ruisseau de Rochefort en rive droite, contourne le village de Saint-Germain-Lavolps par le nord-est, se séparant à nouveau en deux bras sur plus d'un kilomètre et passant sous la RD 30E3. Elle est grossie sur sa gauche par la Liège puis passe sous les RD 49 et 67.
Elle passe sous la ligne ferroviaire Meymac-Ussel puis borde la ville d'Ussel à l'ouest, passant sous la RD 1089. Elle est ensuite franchie par la RD 982 puis l'autoroute A89, en contrebas de l'aire de repos de la Loutre, et reçoit aussitôt sur sa gauche la Sarsonne.
Elle passe sous la RD 979 au pont Rouge et est retenue au barrage des Chaumettes qui forme un lac de cinq kilomètres de long dans lequel se jette la Gane en rive gauche. Elle s'écoule ensuite dans des gorges hautes de cinquante à plus de cent cinquante mètres sur les sept derniers kilomètres de son parcours, passant sous la RD 20 au pont de Rotabourg.
Elle se jette dans la Dordogne en rive droite dans la retenue du barrage de Marèges à 408 m d’altitude, en limite des communes de Roche-le-Peyroux et de Sarroux - Saint Julien, à proximité du site de Saint-Nazaire.
L'ensemble ruisseau de Villevaleix-ruisseau de Langlade-Diège est long de 54,4 km pour un bassin versant de 502 km2.

### Environnement
En amont d'Ussel, la rivière est comprise dans le parc naturel régional de Millevaches en Limousin.
Depuis les deux ponts de la RD 172 au sud de Sornac jusqu'à la RD 67 au nord de Chaveroche, la Diège fait partie d'une zone naturelle d'intérêt écologique, faunistique et floristique (ZNIEFF) de type I, remarquable pour sa flore et sa faune typiques des landes humides et tourbeuses.
Depuis le pont de la RD 982, au nord de l'autoroute A89, jusqu'à sa confluence avec la Dordogne, la Diège fait partie d'une ZNIEFF de type II. La rivière s'y écoule dans une vallée aux rives encaissées favorisant la présence de plantes rares au niveau régional. Côté faune, des moules perlières (Margaritifera margaritifera) s'y développent et la vallée abrite des loutres communes (Lutra lutra).

### Affluents
Parmi les 34 affluents répertoriés par le Sandre, les quatre plus longs sont, d'amont vers l'aval :
- le ruisseau de Rochefort avec 9 km[10] en rive droite ;
- la Liège, 24,1 km[11] en rive gauche ;
- la Sarsonne, 27,1 km[12] en rive gauche ;
- la Gane, également appelée Dozanne ou ruisseau d'Ozange dans sa partie amont, 19 km[13] en rive gauche.

### Hydrologie
Le débit de la Diège a été observé sur une période de 56 ans (1959-2014), à la station hydrologique de Chaveroche. À cet endroit, le bassin versant représente 225 km2, soit seulement 45 % de celui de la totalité du cours d'eau.
Le module y est de 4,82 m3/s.
À Chaveroche, la Diège présente des fluctuations saisonnières de débit, avec une période de hautes eaux caractérisée par un débit mensuel moyen évoluant dans une fourchette de 5,41 à 7,73 m3/s, de décembre à mai inclus (avec un maximum en janvier). La période des basses eaux a lieu de juillet à octobre, avec une baisse du débit moyen mensuel allant jusqu'à 1,86 m3/s au mois d'août. Cependant ces chiffres ne sont que des moyennes et les fluctuations de débit peuvent être plus importantes selon les années et sur des périodes plus courtes.
À l'étiage le VCN3 peut chuter jusque 0,64 m3, en cas de période quinquennale sèche, soit 640 litres par seconde.
Les crues peuvent cependant s'avérer importantes. Les QJX 2 et QJ 5 valent respectivement 26 et 35 m3/s. Le QJX 10 est de 41 m3/s, le QJX 20 de 47 m3/s, tandis que le QJX 50 se monte à 55 m3/s.
Le débit journalier maximal enregistré à la station de Chaveroche durant cette période a été de 79 m3/s le 4 octobre 1960. Si l'on compare cette valeur à l'échelle des QJX de la rivière, cette crue, très largement au-delà du QJX 50, était statistiquement reproductible sur une période bien supérieure à cinquante ans.
La Diège est un cours d'eau abondant. La lame d'eau écoulée dans son bassin versant y est de 678 millimètres annuellement, ce qui est deux fois supérieur à la moyenne de la France entière, tous bassins confondus (320 millimètres). Le débit spécifique (ou Qsp) de la Diège atteint ainsi à Chaveroche le chiffre de 21,4 litres par seconde et par kilomètre carré de bassin.

### Communes et département traversés
Le parcours de la Diège s'effectue intégralement à l'intérieur du département de la Corrèze, en région Nouvelle-Aquitaine. Elle arrose seize communes :
- Saint-Setiers (source)
- Sornac
- Bellechassagne
- Saint-Germain-Lavolps
- Saint-Pardoux-le-Vieux
- Chaveroche
- Ussel
- Mestes
- Saint-Exupéry-les-Roches
- Chirac-Bellevue
- Saint-Victour
- Saint-Étienne-la-Geneste
- Sainte-Marie-Lapanouze
- Margerides
- Roche-le-Peyroux (confluence)
- Sarroux - Saint Julien (confluence)

## Hydroélectricité
Un ouvrage hydraulique, le barrage des Chaumettes, a été aménagé sur le cours de la Diège. Établi entre les communes de Roche-le-Peyroux et Saint-Victour, il a été mis en service en 1927. Sa retenue, d’une superficie de 75 hectares, borde cinq autres communes.

## Monuments ou sites remarquables à proximité
- À Sornac, 
l’église Saint-Martin de Sornac[16] ;
le château de Rochefort[17].

- Ussel présente plusieurs lieux historiques :
la vieille ville ;
la maison ducale des Ventadour[18] ;
l’église Saint-Martin[19] ;
la chapelle Notre-Dame de la Chabanne[20] ;
la chapelle des Pénitents[21].

- Le barrage des Chaumettes et son lac de retenue.
- Offrant une vue plongeante sur la retenue du barrage de Marèges, le site de Saint-Nazaire surplombe, côté est, le confluent de la Diège et de la Dordogne[22]. Le belvédère de Roche-le-Peyroux lui fait pendant, côté ouest.

## Galerie de photos

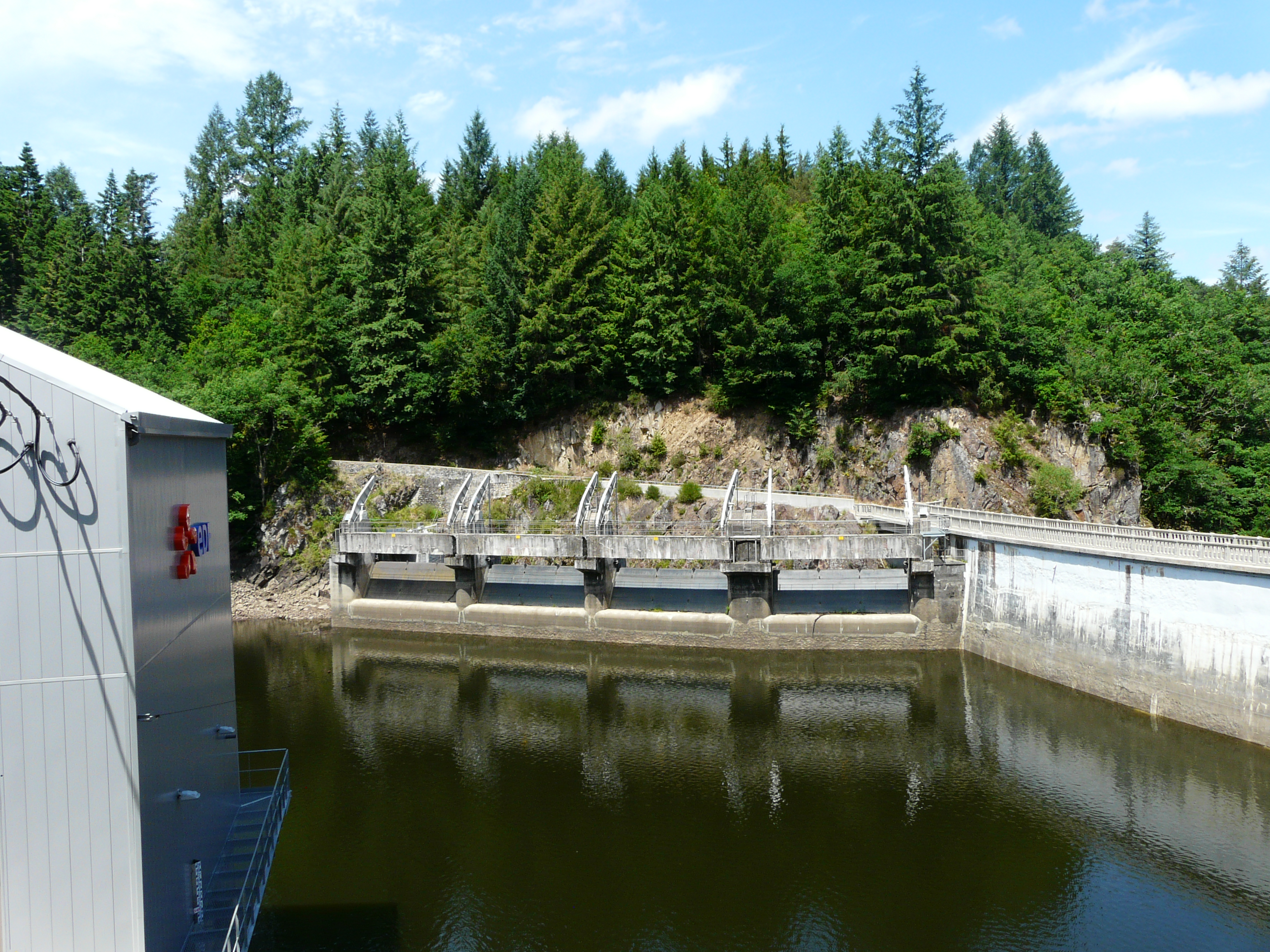
Le barrage des Chaumettes.
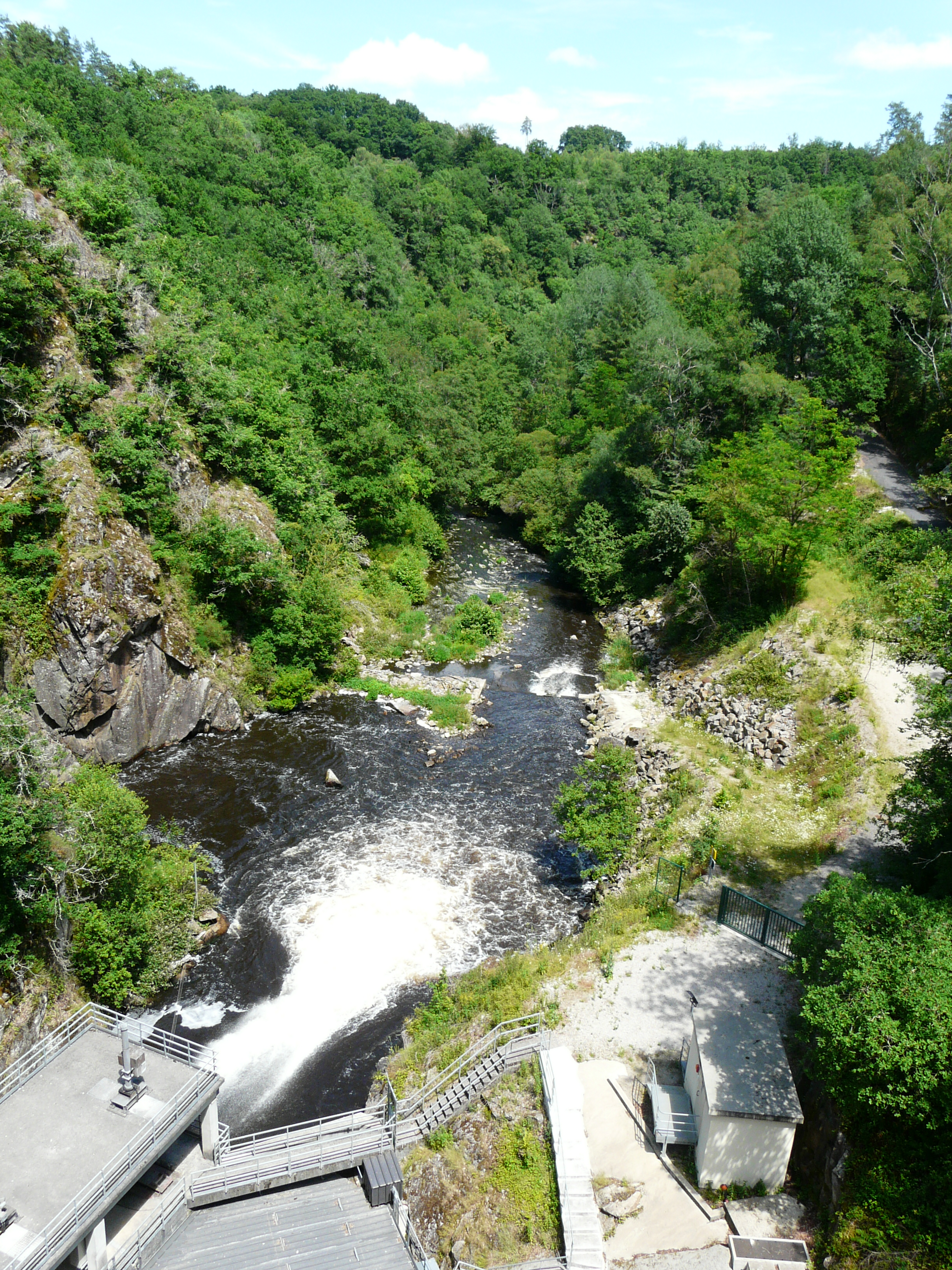
En aval du barrage des Chaumettes.
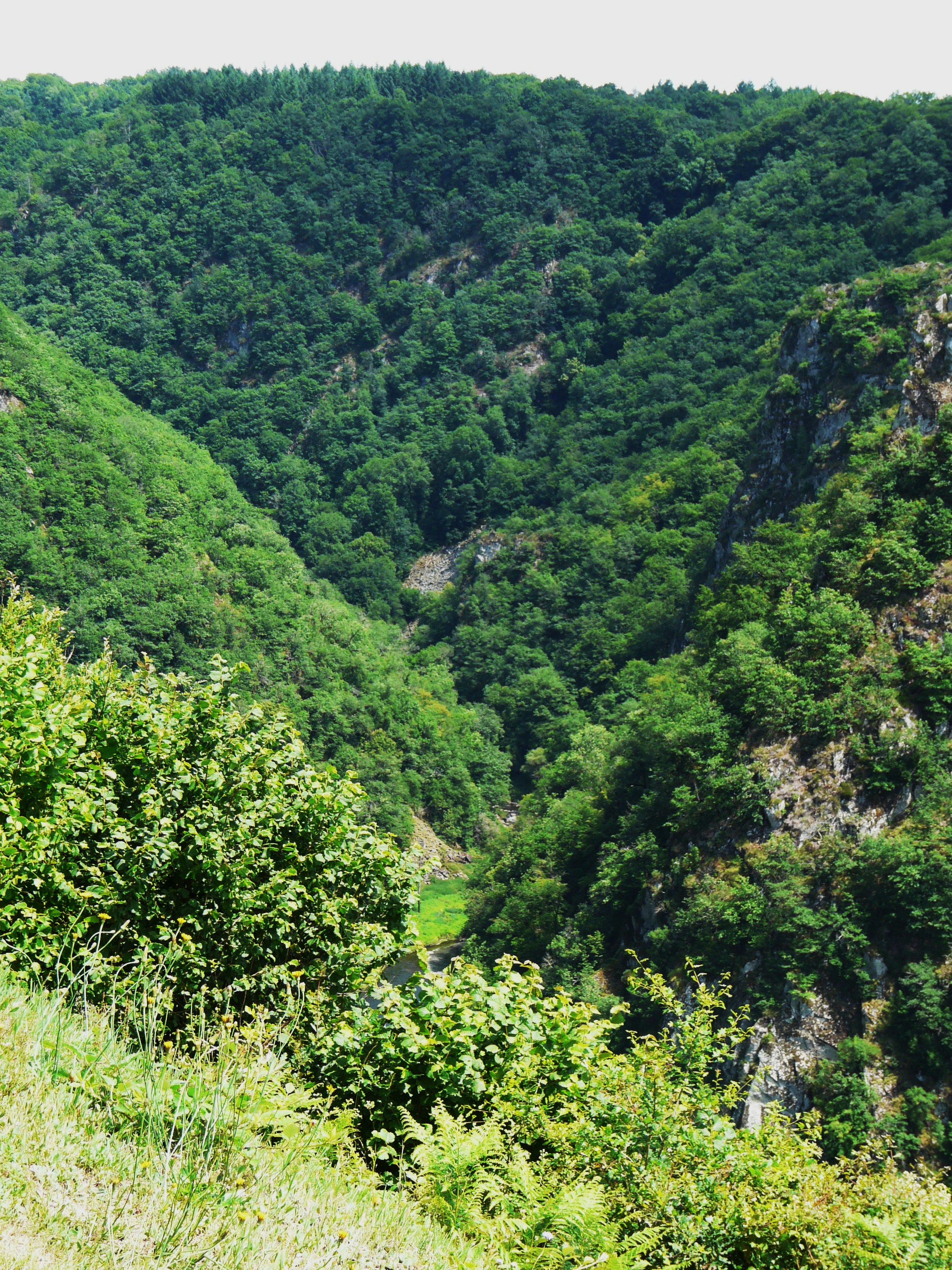
Les gorges de la Diège juste avant sa confluence avec la Dordogne.
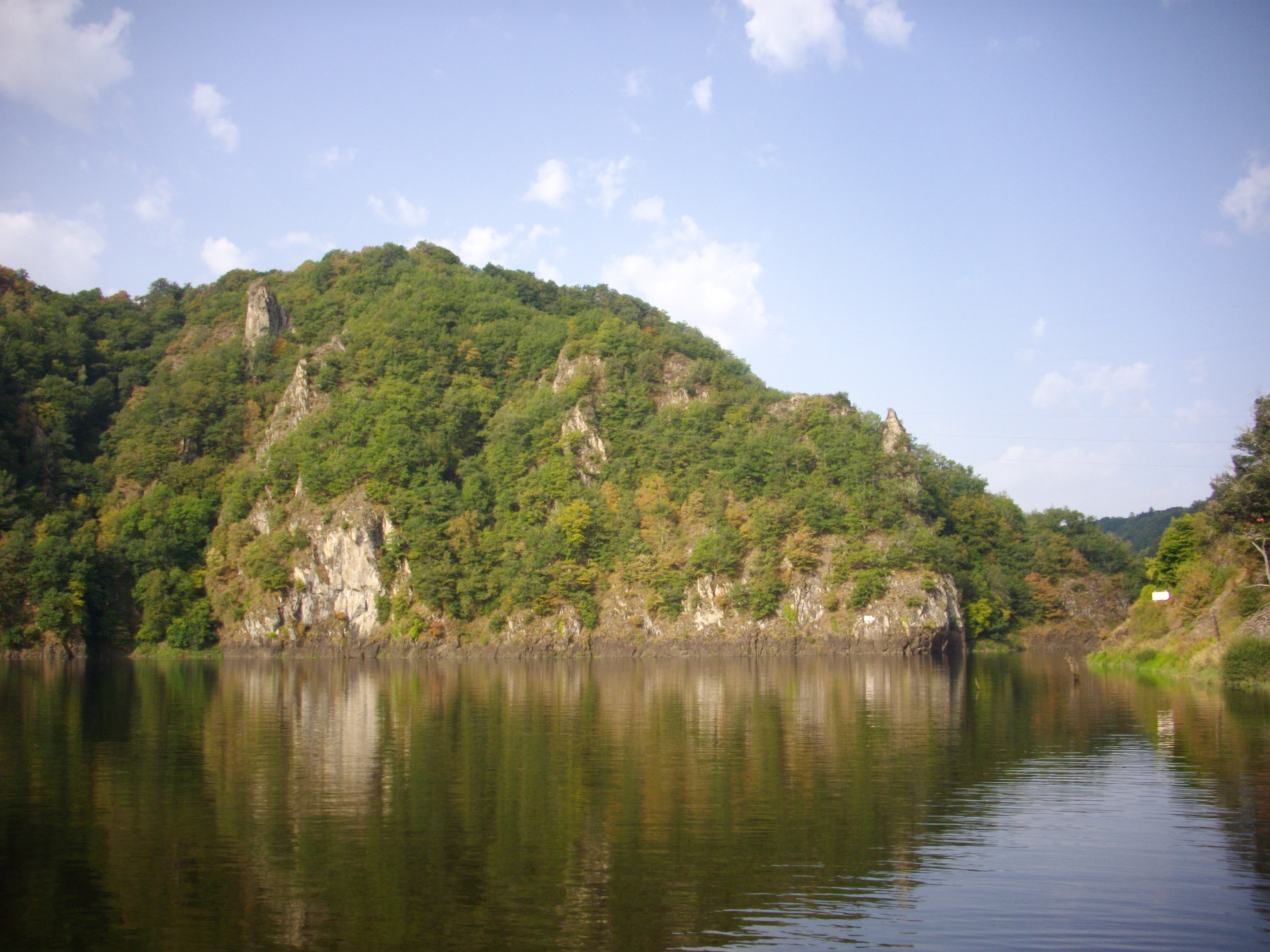
La confluence de la Dordogne et de la Diège dans la retenue du barrage de Marèges. La Diège débouche au fond à droite.